# Fülöp Erik
Fülöp Erik Sándor (Nyíregyháza, 1982. július 21. –) jogász, politikus, volt országgyűlési képviselő. 2010 és 2018 között Tiszavasvári polgármestere. 2018-ig a Jobbik Magyarországért Mozgalom tagja. 2018-ban kilépett a Jobbikból és belépett a Mi Hazánk Mozgalomba, amelynek 2018 és 2021 között volt a tagja. 2021 óta független képviselőként tevékenykedett a 2022-es országgyűlési választásig.

## Élete
1994-2000-ig a tiszavasvári Váci Mihály Gimnáziumba járt, ott is érettségizett le. 2000-2005-ig a Miskolci Egyetem Állam- és Jogtudományi Karára járt, ahol jogi diplomát szerzett. 2005-től köztisztviselő lett Tiszavasváriban. 2008-ban közigazgatási szakvizsgát szerzett.

## Politikai tevékenysége
2010–2018 között Tiszavasvári város polgármestere, 2014-től a Szabolcs-Szatmár-Bereg megyei önkormányzat képviselője volt a Jobbik színeiben.
2018-ban a Jobbik országos listáján szerzett országgyűlési képviselői mandátumot, ezért a polgármesteri (és megyei képviselői) mandátumáról lemondott.
2018. október 8-án kilépett a Jobbikból, és a Jobbik frakciójából, és a Mi Hazánk Mozgalom tagja lett, azóta független országgyűlési képviselő. 2018. november 10-én Dúró Dóra, Volner János és Apáti István független képviselőkkel megalakította a Mi Hazánk Mozgalom frakciónak nem minősülő képviselői csoportját.
2019. november 25-én pártja nevében leverte és a Dunába dobta a budapesti Szabadság téren elhelyezett miniszobrot, Kolodko Mihály szobrászművész alkotását.
2021. január 25-én Fülöp Erik jelentette be kilépését a Mi Hazánk Mozgalomból saját Facebook-oldalán. Függetlenként dolgozik tovább, pártpolitika helyett saját szakterületére, az állatvédelemre koncentrálva.
2021 tavaszán megalapítja a Nemzeti Állatvédelmi Szolgálat Egyesületet (NÁSZE), melynek elsődleges célja, hogy megalapozza a nemzetközi példák alapján egy olyan dedikált szervezet létrehozását, amely aktívan közreműködik az állatvédelmi szervezetek működésének koordinálásában, a hatóságokkal való kapcsolattartásban, a nemzetközi kapcsolatok kiépítésében és együttműködésének kialakításában hasonló célú szervezetekkel. Az egyesület célja az állatvédelem kulcsfontosságú kérdéseinek előmozdítása, a lakossági edukáció támogatása.  
2021 szeptemberében bejelentette, hogy nem indul újra a 2022-es parlamenti választásokon.